# Monster (Kanye West)
Monster è un brano musicale del rapper statunitense Kanye West, estratto come terzo singolo dal suo quinto album My Beautiful Dark Twisted Fantasy. Il brano figura il featuring dei rapper Jay-Z, Rick Ross e Nicki Minaj e del gruppo Bon Iver. La canzone è stata inizialmente resa disponibile come download gratuito nel corso dell'iniziativa di Kanye West intitolata "GOOD Friday", nel quale il rapper metteva gratuitamente a disposizione una canzone inedita ogni venerdì sino alla pubblicazione dell'album. Come singolo il brano è ufficialmente uscito il 23 ottobre 2010.

## Video musicale
Il video musicale in tema horror prodotto per Monster è stato diretto da Jake Nava e presentato l'8 dicembre 2010.
Esso è stato ampiamente criticato per l'esasperazione delle caratteristiche del tema macabro: la presenza di donne impiccate, cadaveri, zombie, teste mozzate avrebbe suscitato disgusto negli spettatori, come si legge da molti commenti al video.

## Tracce
Testi e musiche di Kanye West, Shawn Carter, William Roberts II, Onika Maraj, Justin Vernon, Mike Dean, Patrick Reynolds e Jeff Bhasker.
1. Monster – 6:21

## Formazione
Hanno partecipato alle registrazioni, secondo le note di copertina di My Beautiful Dark Twisted Fantasy:
- Kanye West – voce, produzione
- Jay-Z – voce
- Rick Ross – voce
- Nicki Minaj – voce
- Justin Vernon – voce, cori
- Mike Dean – produzione aggiuntiva, registrazione, missaggio
- Plain Pat – produzione aggiuntiva
- Jeff Bhasker – pianoforte
- Andrew Dawson – registrazione
- Anthony Kilhoffer – registrazione
- Christian Mochizuki – assistenza al missaggio
- Gaylord Holomalia – assistenza al missaggio
- Pete Bischoff – assistenza al missaggio
- Vlado Meller – mastering

## Classifiche
| Classifica (2010)                    | Posizione più alta |
| ------------------------------------ | ------------------ |
| Canada                               | 53                 |
| U.S. Billboard Hot 100               | 18                 |
| U.S. Billboard Hot R&B/Hip-Hop Songs | 30                 |
| U.S. Billboard Rap Songs             | 15                 |
| Regno Unito                          | 146                |